# Apache James
Apache James, azaz Java Apache Mail Enterprise Server egy nyílt forráskódú SMTP, POP3, mail transfer agent NNTP és hírszerver. Teljes mértékben Javaban írva. A James-t az Apache Software Foundation felhasználói tartják karban, kezdeti hozzájárulásokkal Serge Knystautas által.
Az IMAP támogatást a 3.0-M2 fejlesztői verziótól adták hozzá, amely Java 1.5 vagy későbbi verziót igényel.
A James projekt kezeli az Apache Mailet API-t, amely definiálja a matcher(illeszkedő)-eket és mailet(levél kezelő)-eket. Ezek a felhasználók számára lehetővé teszi, hogy saját levél kezelő kódot írjanak.Ilyen lehet pl. egy adatbázis update-je, üzenet archiválás vagy levél szűrés(spam szűrés).
A matcher-ek arra használhatók, hogy a leveleket lehessen osztályozni valamifajta kritériumok alapján, és hogy meghatározzák, hogy vajon egy adott a levelet kell e tovább adni feldolgozásra egy adott levél kezelőnek vagy sem.
A mailet elnevezés a servlet-ekkel való koncepcionális hasonlóságnak köszönhető, és azért jött létre, mert a Sun Microsystems visszavonta az általa kiadott javaslatot, hogy a servlet implementáció része legyen a levél kezelés.
A legfontosabb feladatok ellátásához a James-t rengeteg előre megírt matcher-rel és mailet-tel szállítják.
A mailet és matcher csomagokat kombinálva kifinomult és komplex funkcionalitások állíthatók elő.
Az Apache James projekt java könyvtárakat is készít a következőkhöz: Sender Policy Framework (SPF), Sieve mail szűrő nyelvhez, valamint MIME tartalom stream-ek parsolásához, függetlenül a Sun JavaMail API-jától.

## Fejlesztés
A James eredetileg a Jakarta Projekt részeként Jakarta-James néven indult.
2003. januárban a James bekerült a felső szintű Apache projektek közé.
James a Phoenix konténerrel van csomagolva, amely implementálja az Apache Avalon alkalmazás keretrendszert.
A legutóbbi fejlesztések tartalmazzák azt a verzió is, amely a Spring alkalmazás keretrendszeren fut.
2006. októberben megjelent a 2.3.0-as verzió.
2007. áprilisban megjelent a 2.3.1-as verzió.
2009. augusztusban megjelent a 2.3.2-as verzió.